# ツクバハコネサンショウウオ
ツクバハコネサンショウウオ（Onychodactylus tsukubaensis）は、有尾目サンショウウオ科ハコネサンショウウオ属に分類される有尾類。
長年、ハコネサンショウウオと同一種とされていたが、2013年、京都大学・教授・松井正文、同・研究者・吉川夏彦により、新種記載された。
特徴は、ハコネサンショウウオ属の他種に比べて尾が短く、幼生の体に銀白色の斑紋が多く、尾の背側にはっきりした黄条があることなど。
遺伝子解析の結果から、約280万年前にこの地域のサンショウウオが孤立して、独自の進化を遂げた可能性がある。

## 分布
日本（筑波山地の足尾山・加波山・きのこ山・筑波山・燕山＜石岡市・桜川市・つくば市＞）
タイプ産地は筑波山（桜川市旧真壁町）。種小名tsukubaensisは筑波山に由来する。茨城県内では筑波山地に本種、北西部の八溝山周辺にハコネサンショウウオ、北東部の阿武隈高地にバンダイハコネサンショウウオOnychodactylus intermediusが異所的に分布する。

## 形態
全長12 - 16センチメートル。頭胴長オス6.56 - 7.45センチメートル、メス6.19 - 6.63センチメートル。頭胴長に対する尾の比率が小さい（平均でオス102.3 %、メス90.4 %。他種では平均でオス120.7 - 136.8 %、メス104 - 110.9 %）。脊椎数は18個。体側面に入る皺（肋条）は左右に12本。体色は灰褐色や暗褐色・紫灰色と、個体変異が大きい。背面に赤褐色や黄褐色の明瞭な縦縞が入る個体が多いが、一部で体色との境目が不明瞭になる個体もいる。側面や腹面に銀色の斑点が入る。
頭部は幅広く、上顎中央部に並ぶ歯の列（鋤骨歯列）は大型。虹彩の上半分は金色一色か、黒い斑紋が入る。
幼生は全長3.02 - 8.18センチメートル。頭胴長1.85 - 4.56センチメートル。尾長1.17 - 3.91センチメートル。幼生は銀色の斑紋や斑点が入る個体が多い。尾部上縁にやや幅広い明黄色の縦縞が入る。

## 分類
2000 - 2010年代前半にかけて発表されたハコネサンショウウオの系統解析では、筑波山地個体群はClade II-BやTsukuba groupとされ他の異なる系統とされていた。2008年に発表されたミトコンドリアDNAシトクロムbの分子系統解析では、約2,800,000年前にハコネサンショウウオ類の東北地方南部個体群が南下し分岐した系統と推定されている。

## 生態
5月下旬から6月中旬に源流域の伏流水内にて産卵すると推定されているが、4月下旬から5月中旬に源流の周辺で成体が発見されたという報告例もある。

## 人間との関係
分布が限定的で、砂防堤防・林道建設による生息地の分断化、砂防堤防建設による幼生の生息地の破壊、地下水汲み上げ、ペット用の採集による影響が懸念されている。ツクバハコネサンショウウオは2015年に国内希少野生動植物種に指定され、卵も含め捕獲・譲渡などが原則禁止されている。2016年現在茨城県レッドリストでは絶滅危惧IB類と判定されている。
絶滅危惧IA類 (CR)（環境省レッドリスト）